# Liên hoan phim Việt Nam lần thứ 15
Liên hoan Phim Việt Nam lần thứ 15 được tổ chức tại Thành phố Nam Định, từ ngày 21 tháng 11 đến ngày 24 tháng 11 năm 2007, với khẩu hiệu: "Vì một nền điện ảnh Việt Nam đổi mới hôin nhập". Đây là kỳ Liên hoan Phim đầu tiên có sự tham gia của các nhà làm phim Việt kiều và phim hợp tác nước ngoài.

## Tổ chức
156 bộ phim tham dự LHP, Ban giám khảo đã trao 1 giải Bông sen Vàng được trao cho thể loại Phim Truyện nhựa. Thể loại Phim Tài liệu, Phim Hoạt hình không có giải thưởng Bông sen Vàng.

## Giải thưởng

### Phim truyện
Xem thêm: Danh sách phim điện ảnh được giải Bông Sen qua các năm
| Giải thưởng                  | Phim                       | Đạo diễn              |
| ---------------------------- | -------------------------- | --------------------- |
| Bông Sen Vàng                | Hà Nội, Hà Nội             | Bùi Tuấn Dũng         |
| Bông Sen Bạc                 | Dòng máu anh hùng          | Charlie Nguyễn        |
| Bông Sen Bạc                 | Mùa len trâu               | Nguyễn Võ Nghiêm Minh |
| Bông Sen Bạc                 | Chuyện của Pao             | Ngô Quang Hải         |
| Giải Ban giám khảo           | Sống trong sợ hãi          | Bùi Thạc Chuyên       |
| Giải Ban giám khảo           | Vũ điệu tử thần            | Bùi Tuấn Dũng         |
| Giải thưởng                  | Đoạt giải                  | Phim                  |
| Đạo diễn xuất sắc            | Nguyễn Võ Nghiêm Minh      | Mùa len trâu          |
| Biên kịch xuất sắc           | Cao Húc Phàm, Lê Ngọc Minh | Hà Nội, Hà Nội        |
| Nam diễn viên chính xuất sắc | Quốc Khánh                 | Áo lụa Hà Đông        |
| Nữ diễn viên chính xuất sắc  | Đỗ Thị Hải Yến             | Chuyện của Pao        |
| Nữ diễn viên chính xuất sắc  | Ngô Thanh Vân              | Dòng máu anh hùng     |
| Nam diễn viên phụ xuất sắc   | Hoàng Hải                  | Hà Nội, Hà Nội        |
| Nữ diễn viên phụ xuất sắc    | Hạnh Thúy                  | Sống trong sợ hãi     |
| Quay phim xuất sắc           | Lý Thái Dũng               | Vũ điệu tử thần       |
| Quay phim xuất sắc           | Dominic Pereira            | Dòng máu anh hùng     |
| Âm nhạc xuất sắc             | Christopher Wong           | Dòng máu anh hùng     |
| Thiết kế mỹ thuật xuất sắc   | Lã Quý Tùng                | Dòng máu anh hùng     |

### Phim video
- Không trao các giải Bông sen vàng, Bông sen bạc, Đạo diễn xuất sắc, Nữ diễn viên xuất sắc

| Giải thưởng                  | Phim                     | Đạo diễn                 |
| ---------------------------- | ------------------------ | ------------------------ |
| Giải Ban giám khảo           | Vị giáo sư tinh tướng    | -                        |
| Giải Ban giám khảo           | Những chiếc lá thời gian | -                        |
| Giải thưởng                  | Đoạt giải                | Phim                     |
| Nam diễn viên chính xuất sắc | Nguyễn Văn Bình          | Đêm vùng biên            |
| Nam diễn viên phụ xuất sắc   | Mạnh Trường              | Mùa thu không cô đơn     |
| Nữ diễn viên phụ xuất sắc    | Thu Hà                   | Mùa thu không cô đơn     |
| Âm nhạc xuất sắc             | Bảo Phúc                 | Những chiếc lá thời gian |
| Quay phim xuất sắc           | Trịnh Quang Tùng         | Đêm vùng biên            |

### Phim tài liệu
- Không trao giải Bông sen vàng

| Giải thưởng        | Phim                     | Đạo diễn                 |
| ------------------ | ------------------------ | ------------------------ |
| Bông Sen Bạc       | Họ hy sinh vì Tổ quốc    | Văn Lê                   |
| Bông Sen Bạc       | Những nẻo đường công lý  | Lại Văn Sinh             |
| Bông Sen Bạc       | Còn lại với thời gian    | Lê Hồng Chương           |
| Giải Ban giám khảo | Không chỉ là thương hiệu | Nguyễn Thước             |
| Giải Ban giám khảo | Lửa thiêng               | Đào Trọng Khánh          |
| Giải Ban giám khảo | Bài ca trên đỉnh Tà Lùng | Trần Phi                 |
| Giải Ban giám khảo | Ký ức người con gái      | Lưu Văn Quỳ              |
| Giải thưởng        | Đoạt giải                | Phim                     |
| Đạo diễn xuất sắc  | Đào Trọng Khánh          | Lửa thiêng               |
| Kịch bản xuất sắc  | Đào Thanh Tùng           | Làng đàn ông             |
| Quay phim xuất sắc | Hoàng Ngọc Dũng          | Bài ca trên đỉnh Tà Lùng |

### Phim khoa học
| Giải thưởng        | Phim                           | Đạo diễn                  |
| ------------------ | ------------------------------ | ------------------------- |
| Bông Sen Vàng      | Sự sống ở rừng Cúc Phương      | Nguyễn Văn Hướng          |
| Bông Sen Bạc       | Tìm lại dấu vết một kinh thành | Phạm Bình                 |
| Giải Ban giám khảo | Mỹ Sơn, miền di sản            | Nguyễn Văn Hướng          |
| Giải Ban giám khảo | Hành trình gen                 | Nguyễn Như Vũ             |
| Giải thưởng        | Đoạt giải                      | Phim                      |
| Đạo diễn xuất sắc  | Nguyễn Văn Hướng               | Sự sống ở rừng Cúc Phương |
| Quay phim xuất sắc | Lê Quốc Hùng                   | Sự sống ở rừng Cúc Phương |

### Phim hoạt hình
- Không trao giải Bông sen vàng

| Giải thưởng        | Phim                    | Đạo diễn             |
| ------------------ | ----------------------- | -------------------- |
| Bông Sen Vàng      | Ếch chia trăng          | Lý Thu Hà            |
| Bông Sen Vàng      | Giấc mơ của ếch xanh    | Nguyễn Hà Bắc        |
| Giải Ban giám khảo | Chuyến đi xa của tắc kè | Trần Khánh Duyên     |
| Giải Ban giám khảo | Chú Đốm trong thành phố | Trần Dương Phấn      |
| Giải thưởng        | Đoạt giải               | Phim                 |
| Kịch bản xuất sắc  | Phong Thu               | Ếch chia trăng       |
| Âm nhạc xuất sắc   | Văn Thắng               | Giấc mơ của ếch xanh |